# Koder
Koder je priimek v Sloveniji, ki ga je po podatkih Statističnega urada Republike Slovenije na dan 1. januarja 2010 uporabljalo 288 oseb.

## Znani nosilci priimka
- Anton Koder (1851—1918), književnik (pisatelj, pesnik) in publicist
- Cveto Koder, arhitekt in župan v Idriji
- Helena Koder (r. Kordaš) (*1937), TV-novinarka in filmska igralka, pisateljica
- Jože Koder (1911—1942), član organizacuje TIGR in partizan
- Jožica Koder (*1939), zbirateljica in zapisovalka nesnovne kulturne dediščine iz Tržiča
- Tina Koder Grajzar (*1979), oblikovalka avtorske idrijske čipke
- Tomaž Koder (*1971), pevec basist
- Tone Koder (1910—1944), član organizacije TIGR in partizan
- Urban Koder (1928—2019), skladatelj, aranžer, dirigent, jazzovski trobentar in zdravnik